# Emil Kjellker
Emil Erik Kjellker, född 24 februari 1996 i Höllviken, är en svensk före detta fotbollsspelare.

## Karriär
Kjellker började spela fotboll i BK Näset som sexåring. Han gick som 14-åring över till Malmö FF. Han spelade den 10 oktober 2014 en match i UEFA Youth League mot Olympiakos. I A-laget blev det inte spel i några tävlingsmatcher men han fick dock debutera på sin 18:e födelsedag i en träningsmatch mot Mjällby AIF.
I december 2014 värvades Kjellker av Trelleborgs FF. Han gjorde Superettan-debut den 4 april 2016 mot IFK Värnamo (0–0). Sommaren 2016 lämnade Kjellker klubben för collegefotboll i USA. Han spelade 35 matcher och gjorde ett mål för San Diego State Aztecs. Medan det var uppehåll på college återvände Kjellker till Sverige och spelade i division 4-klubben BK Höllviken. Han spelade åtta matcher i Division 4 2017. Säsongen 2018 spelade Kjellker sex matcher för BK Höllviken.
Han tog examen från San Diego State University under våren 2020 efter att ha spelat 68 matcher och gjort 1 mål för "The Aztecs."
Idag arbetar Emil som associate på Öhrling PriceWaterhouseCoopers i Malmö och siktar på att till nästa år bli Senior Associate.